# Mai 2001
Acest articol este generat integral pe baza informațiilor din articolul 2001 și este actualizat periodic de un robot.
 Editările făcute în articol vor fi șterse la următoarea actualizare! Dacă doriți să faceți modificări, editați articolul-sursă.

ianuarie -
februarie -
martie -
aprilie -
mai -
iunie -
iulie -
august -
septembrie -
octombrie -
noiembrie -
decembrie
Mai 2001 a fost a cincea lună a anului și a început într-o zi de marți.

## Evenimente
- 1 mai: Postul de televiziune MTV Extra și-a încetat emisia și și-a schimbat numele în MTV Hits.
- 6 mai: Turistul spațial, Dennis Tito, se întoarce pe Pământ la bordul Soyuz TM-31. Soyuz TM-32 este atașată Stației Spațiale Internaționale.
- 7 mai: În Banja Luka, Bosnia și Herțegovina, o tentativă de a reconstrui moscheea Ferhadija duce la proteste masive ale sârbilor naționaliști. În urmă altercatiilor și bătăilor, 300 de musulmani bosniaci bătrâni sunt răniți.
- 13 mai: Silvio Berlusconi câștigă alegerile legislative și devine premierul Italiei pentru a doua oară.
- 19 mai: Traian Băsecu devine noul președinte al Partidului Democrat, învingându-l pe Petre Roman.
- 22 mai: Un corp ceresc trans-Neptunian (28978 Ixion) este găsit.
- 22-23 mai: Este descoperit altarul de pe Muntele Carmel, în Haifa, Israel.
- 24 mai: Temba Tsheri, în vârstă de 16 ani, devine cel mai tânăr explorator al vârfului Everest.
- 24 mai: Tragedie civilă în Israel. Sala de nuntă Versailles se prăbușește omorând 23 persoane și rănind alte 380.

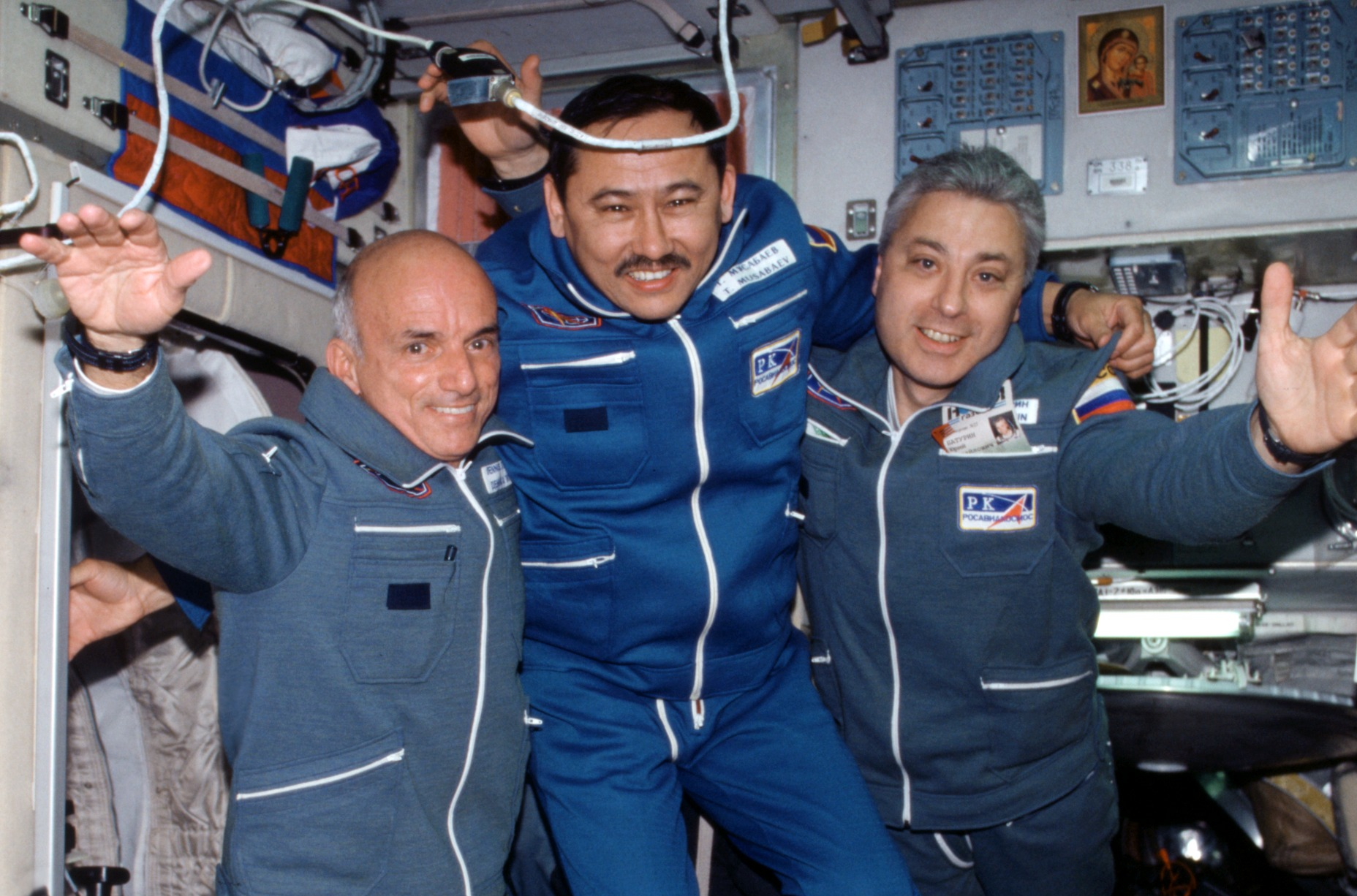
Dennis Tito, primul turist spațial (stânga)

## Nașteri
- 8 mai: Jordyn Pamela Huitema, fotbalistă canadiană (atacant)
- 14 mai: Jack Hughes, jucător american de hochei pe gheață
- 23 mai: Matt Lintz, actor american
- 24 mai: Darren Espanto, cântăreț filipinez
- 31 mai: Iga Świątek (Iga Natalia Świątek), jucătoare poloneză de tenis

## Decese
- 7 mai: Ioan Bărbuș, senator român (n. 1918)

- 11 mai: Douglas Adams (Douglas Noël Adams), 49 ani, autor englez (n. 1952)
- 12 mai: Perry Como (Pierino Ronald Como), 88 ani, cântăreț american (n. 1912)
- 12 mai: Corneliu Omescu, scriitor român (n. 1936)
- 13 mai:  Jason Miller (John Anthony Miller Jr.), 62 ani, actor și dramaturg american (n. 1939)
- 13 mai: R. K. Narayan (Rasipuram Krishnaswami Ayyar Narayanaswami), 94 ani, romancier indian (n. 1906)
- 13 mai: R.K. Narayan, scriitor indian (n. 1906)
- 13 mai: Salvador Garmendia, scriitor venezuelean (n. 1928)
- 17 mai: Jacques-Louis Lions, 73 ani, matematician francez (n. 1928)
- 19 mai: Eliza Hansen, pianistă, clavecinistă și pedagogă româno-germană (n. 1909)
- 21 mai: Mahmoud Zuabi, 64 ani, al 61-lea prim-ministru al Siriei (1987-2000), (n. 1935)
- 22 mai: Jenő Fock, al 49-lea prim-ministru al Ungariei (1967-1975), (n. 1916)
- 24 mai: Urruti (Francisco Javier González Urruticoechea), fotbalist spaniol (portar), (n. 1952)
- 25 mai: Alberto Korda, fotograf cubanez (n. 1928)
- 26 mai: Anne Haney (Anne Ryan Thomas Haney), 67 ani, actriță americană (n. 1934)
- 26 mai: Roman Codreanu, luptător român (n. 1952)
- 26 mai: William Molloy (politician), politician britanic (n. 1918)
- 26 mai: William Molloy, politician britanic (n. 1918)
- 27 mai: Corneliu Buzinschi, scriitor român (n. 1937)
- 29 mai: Hédi Temessy, actriță maghiară (n. 1925)
- 31 mai: Arlene Francis (n. Arline Francis Kazanjian), 93 ani, actriță americană și panelist de spectacole de jocuri (n. 1907)
- 31 mai: Faisal Husseini, politician palestinian (n. 1940)